# Miyoshi (Tokushima)
Pour les articles homonymes, voir Miyoshi.
Miyoshi (三好市, Miyoshi-shi) est une ville située dans la préfecture de Tokushima, au Japon.

## Géographie

### Situation
Miyoshi est située dans l'ouest de la préfecture de Tokushima. Le territoire de la ville est coupé en deux parties séparées par le bourg de Higashimiyoshi.

### Démographie
En 2014, la ville de Miyoshi avait une population estimée de 27 505 habitants, répartis sur une superficie totale de 721,42 km2 (densité de population de 38 hab./km2). En janvier 2022, la population était de 24 079 habitants.

### Hydrographie
La ville est traversée par le fleuve Yoshino.

## Histoire
La ville de Miyoshi a été créée en 2006 de la fusion des anciens bourgs d'Ikeda, Ikawa, Mino et Yamashiro, et des anciens villages de Higashiiyayama et Nishiiyayama.

## Transports
Miyoshi est desservie par les lignes Dosan et Tokushima de la JR Shikoku. La gare d'Awa-Ikeda est la principale gare de la ville.

## Jumelage
Miyoshi est jumelée avec :
- The Dalles (États-Unis),
- Tukwila (États-Unis).

## Galerie photo

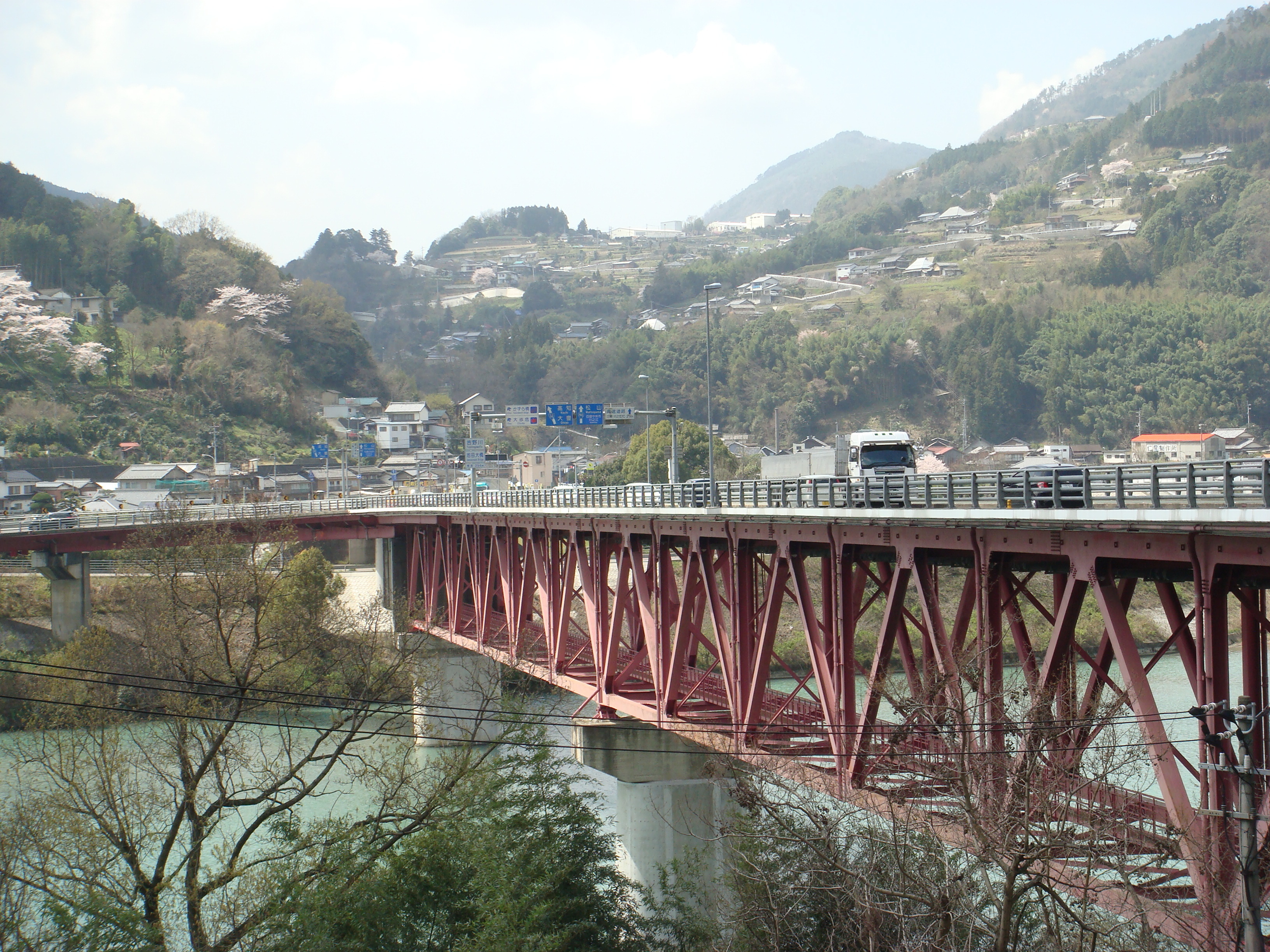
Vue de Miyoshi, depuis le pont Ikeda.
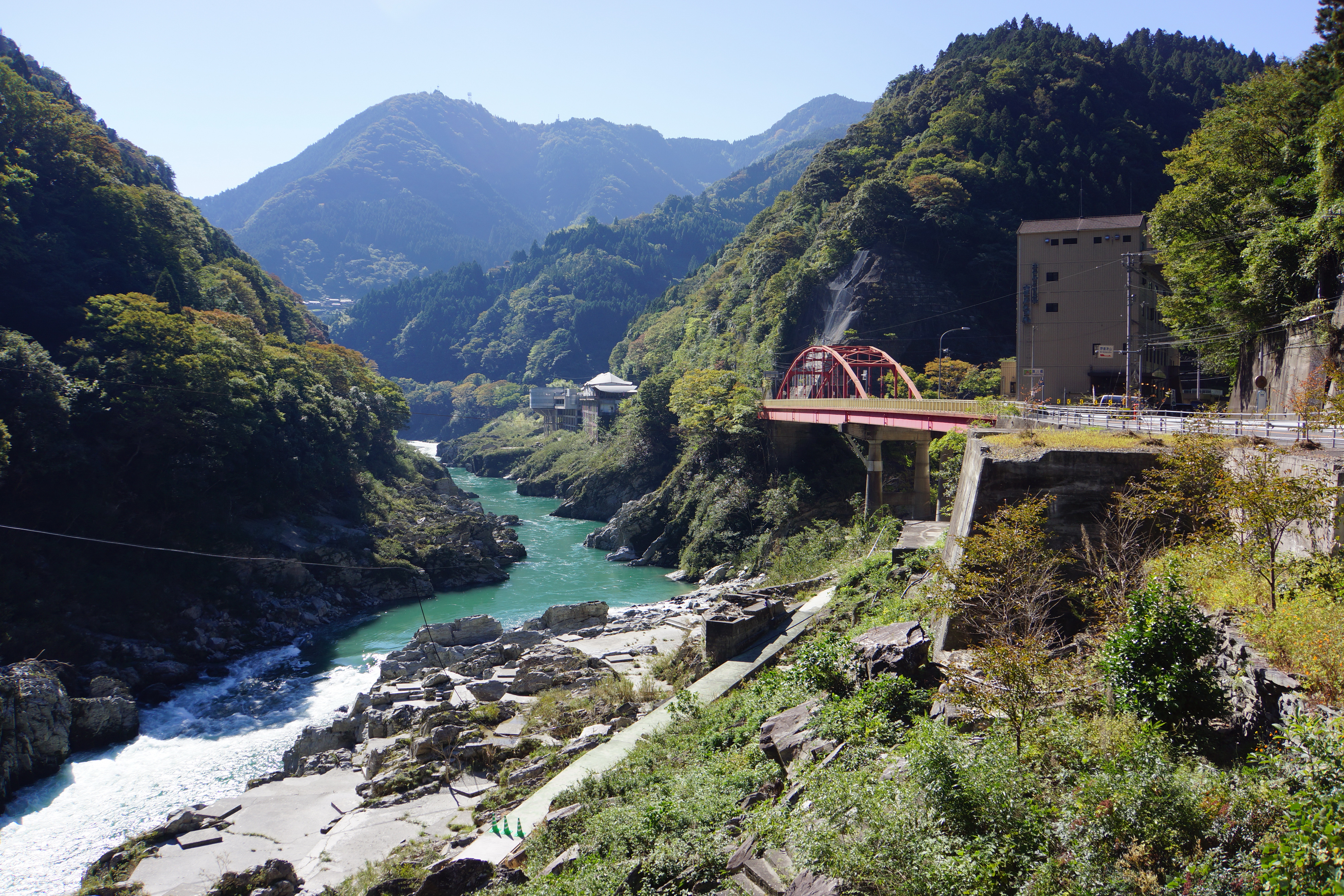
Vue de la gorge Oboke.
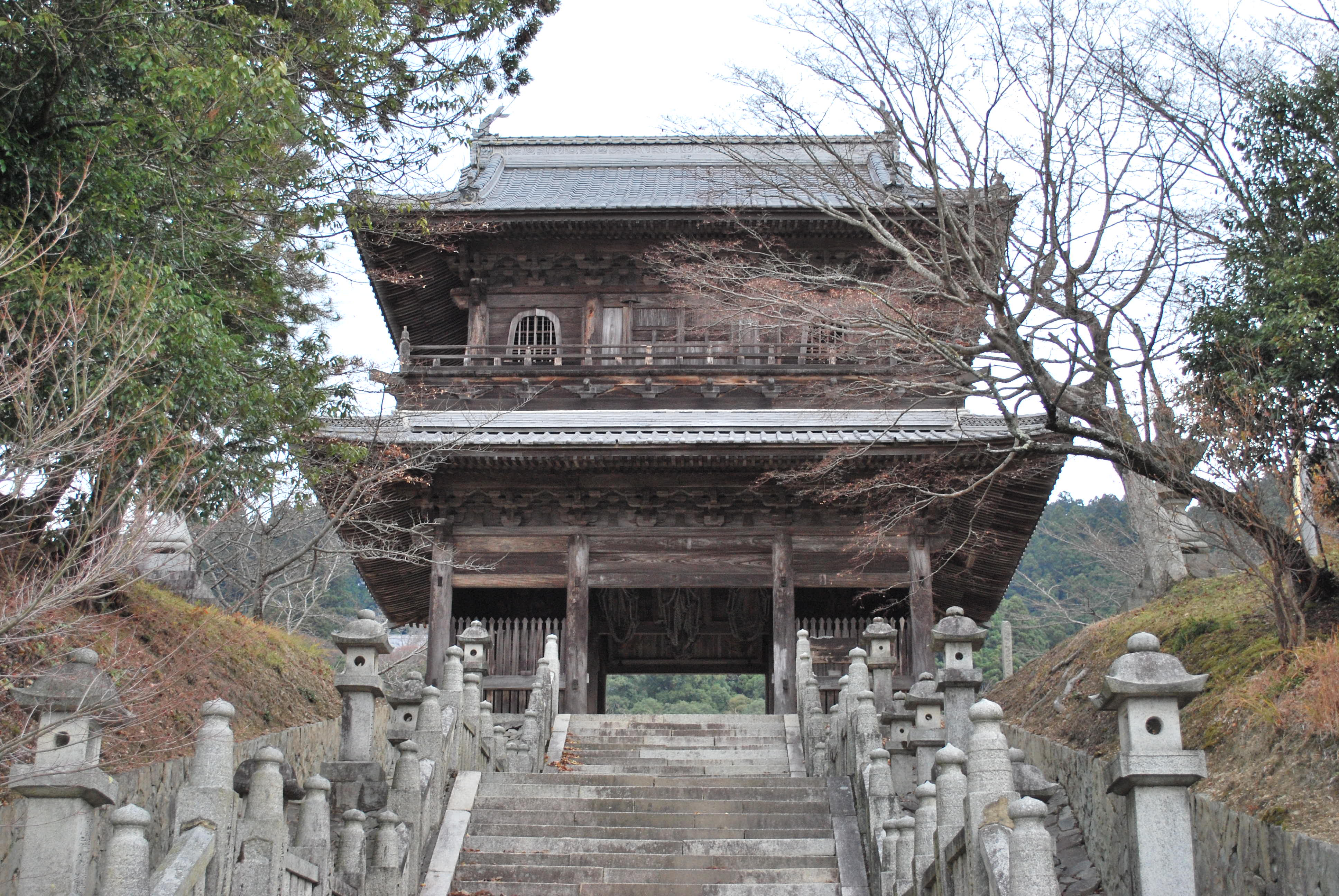
Porte du temple Hashikura.